# Луганский машиностроительный завод им. А. Я. Пархоменко
Луганский машиностроительный завод им. А. Я. Пархоменко (укр. Луганський машинобудівний завод ім. О.Я.Пархоменка) — промышленное предприятие в Луганске по производству горно-обогатительного оборудования.

## История
Предприятие возникло в 1878 году как мастерские по ремонту железнодорожного подвижного состава.
В ходе Гражданской войны завод пострадал, но после завершения боевых действий был национализирован и восстановлен, а в дальнейшем реконструирован и расширен.
В 1930 году завод был переориентирован на выпуск машин и механизмов для углеобогатительных фабрик.
В июле 1931 года завод завод был передан из состава Всесоюзного объединения тяжёлого машиностроения в состав объединения металлургического и горнорудного машиностроения.
В 1931—1940 гг. завод в 5,5 раз увеличил объемы производства.
Во время Великой Отечественной войны завод серьёзно пострадал в ходе боевых действий и немецкой оккупации города, но в соответствии с четвёртым пятилетним планом восстановления и развития народного хозяйства СССР был восстановлен.
С начала 1950х годов Ворошиловградский завод угольного машиностроения имени А. Я. Пархоменко входил в число крупнейших предприятий города.
В послевоенные годы вместо вагранок были установлены электропечи, на производстве были внедрены автоматическая сварка, профильная шлифовка, электроэрозионнолучевая шлифовка, новые технологии выполнения клепальных работ и производства роторов для центрифуг.
В 1965—1976 гг. завод в 1,9 раз увеличил объемы производства.
В 1977 году завод являлся основным предприятием СССР по производству углеобогатительного оборудования, основной продукцией предприятия являлись углеобогатительные машины и запасные части к ним, редукторы различных типоразмеров, также выпускались иные металлоизделия и товары народного потребления.
После провозглашения независимости Украины завод стал крупнейшим производителем горно-обогатительного оборудования на территории Украины. В 1991 году завод стал арендным предприятием, а в 1994 году был реорганизован в закрытое акционерное общество.
В 2000-х завод поставлял оборудование для угольных шахт России, в частности, в Кемерово на сумму около 20 млрд рублей, предприятиям холдинга «Сибирский деловой союз».
По состоянию на начало 2011 года Луганский машиностроительный завод имени А. Я. Пархоменко входил в число крупнейших предприятий города.

3 марта 2014 года прокуратура Луганской области сообщила, что завод имени Пархоменко не возвращает многомиллионный госкредит: 
Заместителем прокурора Луганской области в хозяйственный суд заявлен иск в интересах государства в лице Министерства финансов Украины, ПАО АБ «Укргазбанк» к ООО «Луганский машиностроительный завод имени А.Я.Пархоменко» о взыскании задолженности по договору кредитования в размере 7 млн. грн. Основанием для обращения послужило невыполнение ответчиком условий договора кредитования по возврату заимодавцу займа...
После начала боевых действий на востоке Украины в мае-июне 2014 г. предприятие оказалось в прифронтовой зоне.
В начале июля 2014 г. на заводе сетовали на длительное отсутствие заказов: 
Мы работаем исключительно на Россию. Пока выполнялись заказы прошлого года, загруженность была достаточная. Потом был спад и существенный — за два месяца не заключили ни одного договора, надеялись только на то, что российские партнеры зависимы от нас так же, как и мы от них. Надежды оправдались — на днях получили-таки заказ, но как его выполнить, не понятно. Есть проблемы с поставками, в частности, возникали сложности с покупкой металла в Донецке. Часть сотрудников не может доехать на работу — транспорт ходит нерегулярно, а иногда не ходит вообще. Обстановка в коллективе очень нервная, все все боятся.
27 августа 2014 года прошла информация о том, что руководство Луганского машиностроительного завода, из-за непрекращающихся в городе боевых действий[каких?] приняло решение срочно эвакуировать производство в Чебоксары (Чувашия). Украинские журналисты опровергли этот переезд: выяснилось, что завод на самом деле никуда не переезжает, а в Чувашию перебралось лишь ООО «Луганский машиностроитель-43», выпускающее ниппели, втулки и ограды для могил, опровергли переезд и в Чувашии.
В 2016 году Главное управление разведки Министерства обороны Украины заявило, что «в подконтрольных террористам районах Луганской области продолжается демонтаж и вывоз на территорию России производственных мощностей», включая ЗАО «Луганский машиностроительный завод им.Пархоменко».
Днём 13 апреля 2024 года Воздушные силы Украины нанесли ракетный удар по заводу, где, по словам главы ЛНР Леонид Пасечник, планировалось запустить производство; украинские СМИ написали, что целью атаки была воинская часть и скопление российской военной техники около завода.